# エントレブッハー・キャトル・ドッグ
エントレブッハー・キャトル・ドッグ（英：Entlebuche Cattle Dog）とは、スイス原産の牧牛（キャトル・ハーダー）用の犬種である。この犬種名はスイス中部の川の名前から取ってつけられた。別名はエントレブッフ・キャトル・ドッグ（英：Entlebuch Cattle Dog)。同国原産のバーニーズ・マウンテン・ドッグ、グレーター・スイス・マウンテン・ドッグ、アッペンツェラー・キャトル・ドッグとは親せきである。

## 歴史
1800年代に作出された古い犬種だが、生い立ちははっきり分かっていない。小さく扱いやすい牧牛犬種を目指して作出され、ほかの3つの親せき犬種に比べ小型の犬種になったが、それらと同じ膨大な運動量を残したまま小型化された。もっぱら牧牛犬若しくは牧山羊犬（ゴート・ハーダー）として使われ、季節の変わり目にそれらを適地へと移動させるために誘導（ハーディング）を行ったり、肉牛や廃山羊（乳の出なくなった雌山羊）を市場や他地域へ売買するために移動させるのを手伝ったりしていた。ところが、作業の機械化が進むと仕事が減り、頭数も減少して一時絶滅の危機に陥った。
しかし、スイスの中心部で一部の犬がペットとして飼われるようになるとその事態は一変した。親せきの3犬種と共に注目を集めてヨーロッパへ進出し、片田舎のワーキングドッグから華やかなショードッグへ転身し、絶滅の危機を逃れる事が出来、FCIにも公認された。その後親せき種それぞれの犬種クラブも発足し、ヨーロッパ外でもワーキングドッグとしてやペット、ショードッグとして飼育されるようになり、少しずつ知名度を上げつつある。バーニーズほどの人気は無いが、愛好家も年々増加してきている。

## 特徴
親せき種の中で最も著名なバーニーズ・マウンテン・ドッグに比べると、小型で脚が短く、更に俊足である。耳は顔の前方についた大きめの垂れ耳で、尾は太くて飾り毛のある垂れ尾。かつてワーキングドッグとして使われていたものは尾を短く断尾されていた事もあったが、現在は殆んど行われていない。引き締まったコンパクトなボディで、コートはさらりとしたショートコート。毛色はバーニーズと同じブラック地にタンとホワイトのマーキングがあるトライカラー。体高は雄44～50cm、雌42～48cmで体重は雌雄共に25～30kgの中型犬であるが、サイズによらずスタミナがかなり多いため、とても多く運動を必要とする。性格は明るく友好的で、しつけもよく入る。

## 参考
- 『日本と世界の愛犬図鑑2007』（辰巳出版）佐草一優監修
- 『デズモンド・モリスの犬種事典』（誠文堂新光社）デズモンド・モリス著書、福山英也、大木卓訳 誠文堂新光社、2007年
- 『日本と世界の愛犬図鑑2009』（辰巳出版）藤原尚太郎編・著